# Rue des Deux-Portes-Saint-André
La rue des Deux-Portes-Saint-André est une ancienne rue de Paris, aujourd'hui disparue. Elle était située dans le quartier de la Monnaie du 6e arrondissement. Elle a disparu lors du percement du boulevard Saint-Michel et du boulevard Saint-Germain.

## Situation
La rue appartient juste avant la Révolution française dans sa partie occidentale à la paroisse Saint-Séverin et dans sa partie orientale à une exclave de la paroisse Saint-Benoît-le-Bétourné. Pendant la Révolution française, elle fait partie de la section de Marat, qui devient le quartier de l'École-de-Médecine lors de la création de l'ancien 11e arrondissement en 1795,. Elle fait ensuite partie du quartier de la Monnaie après la création du 6e arrondissement en 1859.
Longue de 100 m, cette rue commence rue de la Harpe, sous l'arcade d'une maison,, et finit rue Hautefeuille. Aucune rue n'y aboutit. Le dernier numéro pair était le no 8 et le dernier numéro impair était le no 9.

## Origine du nom
Le nom de la rue fait référence aux portes qui fermaient les deux extrémités de la rue. Pour ne pas être confondue avec la rue des Deux-Portes-Saint-Jean (actuellement rue des Archives), on lui ajoute l'épithète « Saint-André » du fait de sa proximité avec l'église Saint-André-des-Arts.

## Historique
Elle est citée sous le nom de « rue des Deux portes » dans un manuscrit de 1636.
Le percement du boulevard Saint-Michel, déclaré d'utilité publique en 1855, entraîne la disparition d'une grande partie de la rue côté rue de la Harpe. Le décret déclarant d'utilité publique le prolongement du boulevard Saint-Germain supprime définitivement la rue. Les nos 102, 104 et 106 du boulevard Saint-Germain sont construits à son emplacement.